# Марихуана
Марихуа́на (исп. marijuana, marihuana) — психоактивное средство, получаемое из конопли, психоделического типа. Воздействие на организм человека связано с содержащимися в конопле психоактивными веществами (каннабиноидами), самый действенный из которых — дельта-9-тетрагидроканнабинол (ТГК). Специалистами выделяются три основных вида конопли: конопля посевная, конопля индийская и конопля сорная, при этом последний содержит наименьшее количество тетрагидроканнабинола.

## Название и синонимы

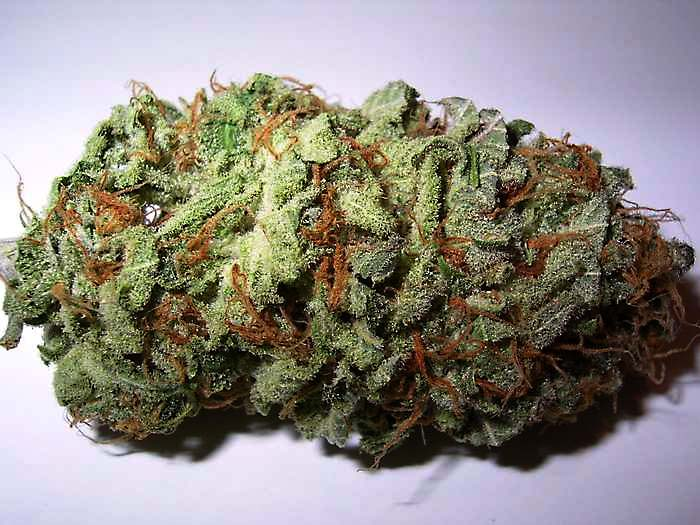
Сушёные соцветия конопли

Существует несколько версий происхождения названия. Считается, что первое письменное упоминание растения под названием mariguan, произрастающего на берегах Рио-Гранде, принадлежит этнографу Дж. Г. Бурку (1894). В английский язык слово вошло благодаря работникам из Мексики, использовавшим растение в рекреационных целях, и в английских словарях часто описывается как индейское. Однако поскольку само растение было завезено в Новый Свет из Старого, выдвигаются этимологические теории, связывающие название «марихуана» с китайскими или семитскими корнями (в последнем случае оно может оказаться однокоренным со словом «майоран». Нет данных, указывающих на прямое происхождение названия от испанских имён Мария и Хуана, однако они, возможно, оказали влияние на современное написание слова (более раннее написание названия по-испански включает букву h вместо j, что не соответствует написанию имени «Хуана» по-испански).
У марихуаны много сленговых и региональных названий.
Препараты конопли, употребляемые в Индии, зачастую являются своеобразными эталонами силы воздействия на организм. Известны три разновидности: бханг, ганджа и чарас. Наименее действенный и самый дешёвый препарат бханг получают из высушенных и измельчённых листьев, семян и стеблей. Ганджа, получаемая из соцветий культивируемых женских растений, в два или три раза сильнее бханга. Чарас — это прессованные кристаллы пыльцы, которые образуются на поверхности соцветий растения, на Ближнем Востоке получившие название гашиш.

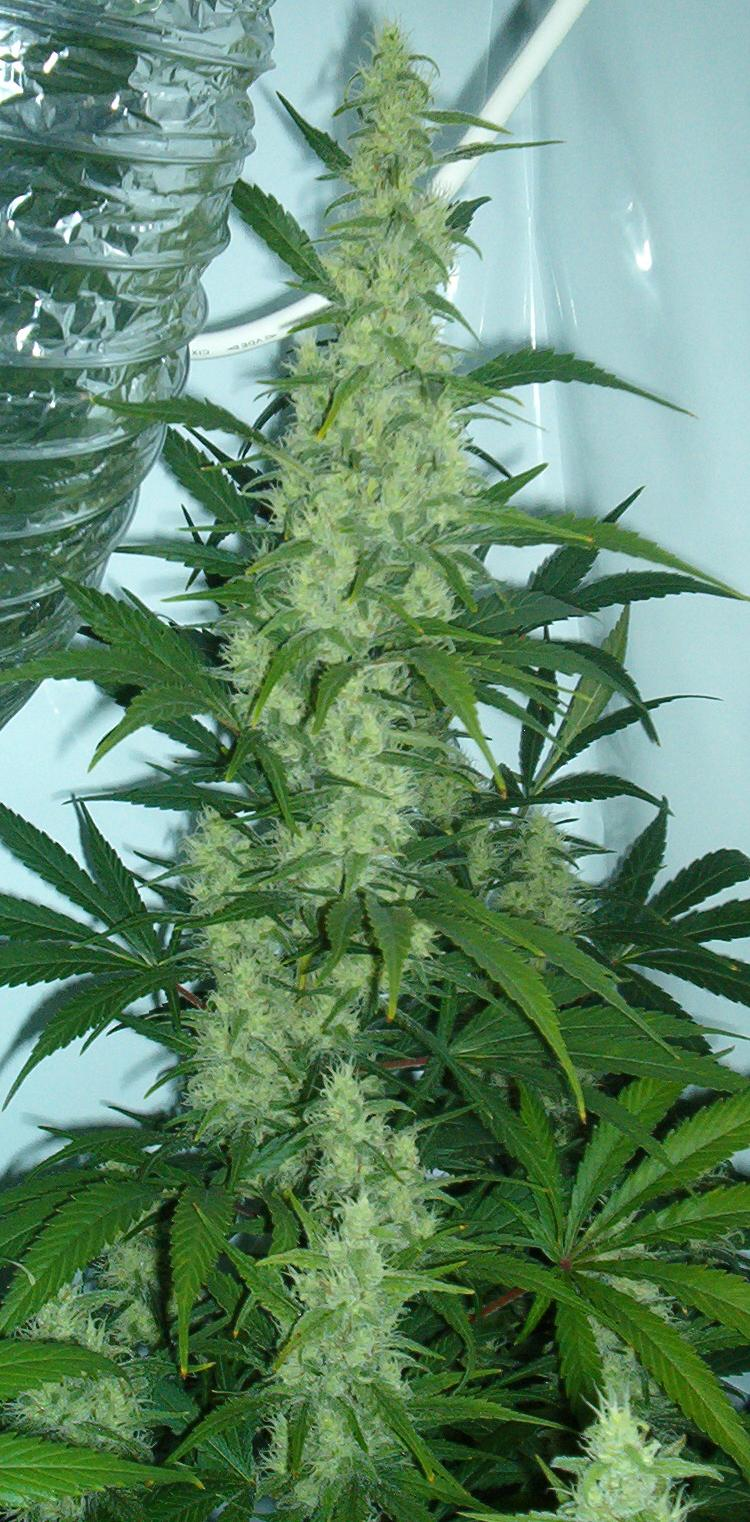
Соцветия конопли (сорт «Северное сияние»), выращенные под искусственным светом.

### Анаша
Анаша́ — сленговое название марихуаны и гашиша от узб. nasha или тадж. нашъа.

### Ганджа
Ганджа (ганжа) — индийское название местных сортов конопли посевной и психотропных продуктов из этих растений. Для изготовления ганджи неоплодотворённые женские соцветия ссыпают в кучу и притаптывают ногами или скатывают в колбаски, затем их оставляют привяливаться на солнце, снова скатывают, снова подсушивают, пока вся масса не достигнет правильной консистенции, а соцветия выделят достаточное количество смолы, для удержания однородной массы.
На Ямайке и Карибских островах ганджа — общее название для психотропных сортов конопли, а также высокосмолистая форма марихуаны, изготавливаемая из цветущих женских соцветий и обычно используемая для курения.

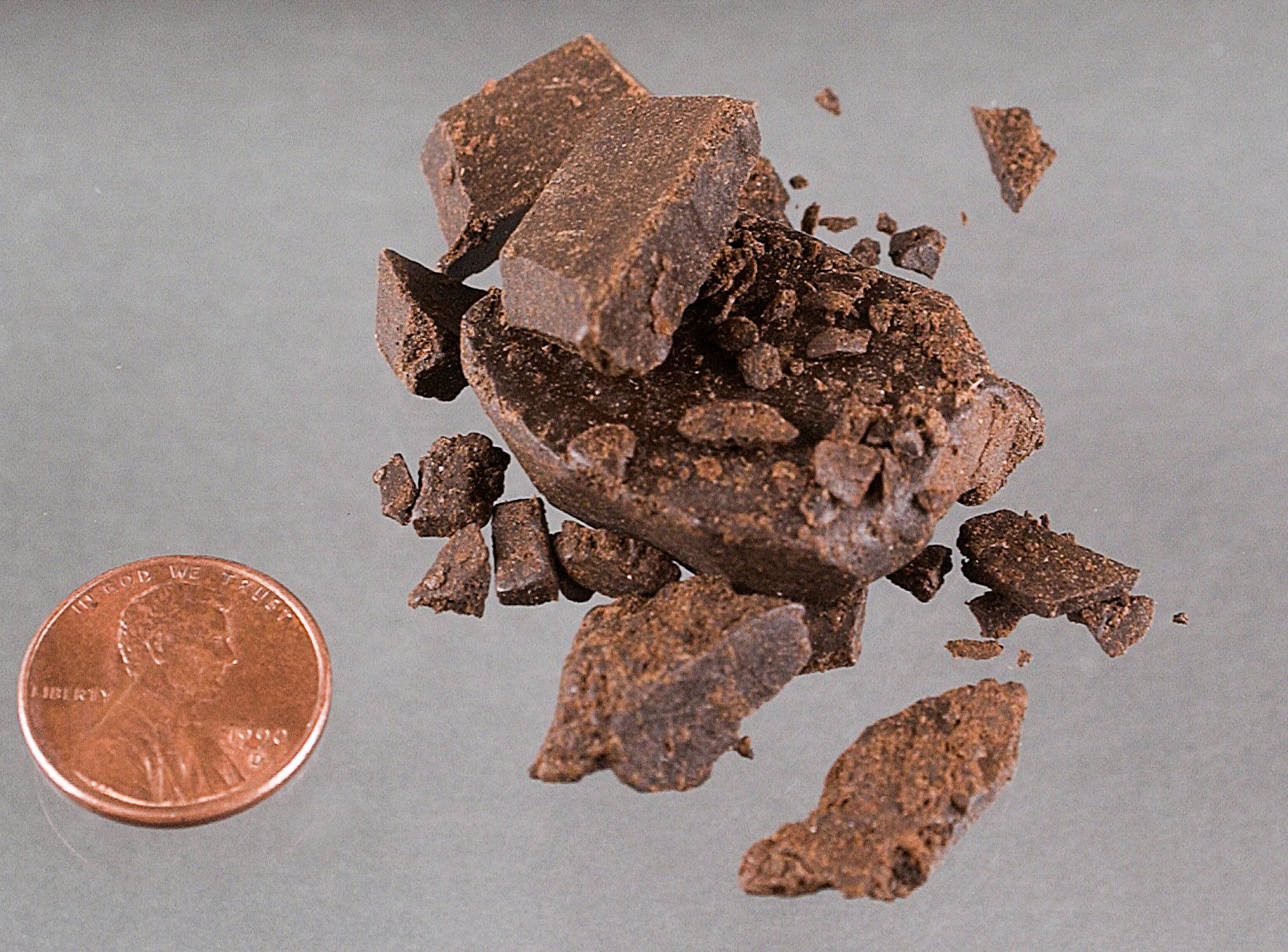
Гашиш

### Гашиш
Гаши́ш (перс. حشیش‎ [хаше́ша] «сено, сухая трава») — общее название целого ряда психотропных продуктов из конопли, представляющих собой смолу каннабиса, изготавливающуюся путём прессования порошка, получаемого в результате высушивания и измельчения или просеивания высушенных листьев и липких маслянистых слоёв с цветущих верхушек растения.

### Куш
Чистые или гибридные штаммы Cannabis indica.

## Химическая справка

Δ^{9}-тетрагидроканнабинол

Некоторые виды конопли содержат в достаточном количестве психоактивные вещества, называемые «каннабиноидами». Один из них, ТГК (полное название дельта-9-тетрагидроканнабинол), является основным психоактивным веществом конопли. Обычная высушенная содержащая психоактивные вещества конопля (марихуана) со стеблями и листьями, по данным 1970-х и 1980-х годов, содержит в среднем 2—4 % тетрагидроканнабинола (в отдельных сериях содержание могло превышать 10 %), 0,31 % каннабинола, 0,05 % других производных каннабиноловой кислоты. В селекционных сортах конопли содержание ТГК может быть выше или, наоборот, сведено к минимальным количествам, в зависимости от целей селекции.
Тетрагидроканнабинол не является единственным психоактивным веществом, хотя и, по-видимому, остаётся самым важным. Судя по исследованиям на животных и людях, экстракты конопли вызывают в два или более раз длительные эффекты относительно ожидаемых от тетрагидроканнабинола.

## История применения

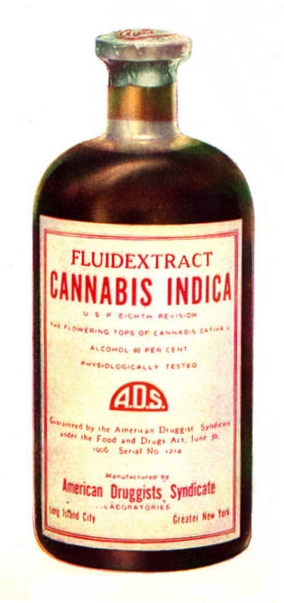
Медицинский экстракт конопли

История применения марихуаны как психоактивного, одурманивающего вещества насчитывает по меньшей мере 27—50 веков. Первые упоминания есть и у ацтеков, и в Индии, и в других странах в 3 тысячелетии до нашей эры.

### Использование в медицине
Применение марихуаны в медицине уходит в глубь истории Древней Индии и Ближнего Востока, где конопля находила широкое применение в качестве обезболивающих, противоэпилептических, противосудорожных средств и противорвотных медицинских средств, история её применения начинается по меньшей мере с XVIII века до нашей эры. Первые упоминания об использовании марихуаны в европейской медицине относятся к периоду колонизации Индии Англией, в середине XIX века, когда армейские хирурги стали применять препараты марихуаны для обезболивания, лечения мышечных спазмов, припадков эпилепсии и ревматизма. Благодаря практике военных врачей английского колониального корпуса, препараты марихуаны получили широкое распространение в Британии и США XIX века.
По современным данным (2011) применение марихуаны у пациентов с хронической болью (в частности, у больных раком) позволяет снизить боль при одновременном уменьшении дозировки опиоидных анальгетиков. Противорвотное действие препаратов конопли особенно полезно при сочетании с химиотерапией рака и СПИДа. В ряде стран (Канада, Израиль, Испания, Великобритания) препарат Sativex, состоящий из комбинации естественных каннабиноидов (ТГК и КБД), применяется в лечении рассеянного склероза.
В индийской конопле и конопле посевной, а также в изготавливаемых из них препаратах содержатся вещества, родственные эндогенным каннабиноидам (эндоканнабиноидам), в частности, анандамиду. В 2003 году в журнале Nature Medicine отмечалось, что эндоканнабиноидная система мозга участвует в разнообразных процессах боли, памяти, нейродегенерации и воспаления, и что каннабиноиды обладают существенным клиническим потенциалом.
Марихуана и препараты из неё успешно используются для улучшения состояний больных раком и СПИДом. ТГК успешно используется в борьбе с тошнотой, вызванной применением противораковых препаратов; это вещество для вышеназванной цели одобрено американской Администрацией питания и медикаментов. В некоторых странах (например, Голландии и Канаде) марихуана используется как лекарство для больных раком, в качестве противорвотного средства, применяемого при химиотерапии.
В то же время фармакологические исследования не показывают преимуществ конопли перед другими, более традиционными противорвотными и анальгетиками. Как следствие, назначение препаратов конопли для обезболивания носит характер исключения при индивидуальной непереносимости традиционных препаратов.
По сообщению газеты The Guardian, учёные одного из ведущих исследовательских центров Мадрида обнаружили доказательства того, что каннабис может предотвращать потерю памяти у пациентов, страдающих болезнью Альцгеймера. Их предварительное исследование показало, что тетрагидроканнабинол — основной психоактивный компонент марихуаны — тормозит деятельность клеток, вызывающих повреждение нейронов мозга. Механизм потери памяти у таких больных не вполне изучен, но, предположительно, эта проблема частично связана с глиальными макрофагами (микроглией), образующими оболочку вокруг нервных клеток мозга. При болезни Альцгеймера деятельность микроглии выходит из-под контроля и наносит вред нейронам, уничтожая целые участки мозга.
По состоянию на 2019 год, медицинское применение марихуаны разрешено в 33 штатах США, рекреационное — в 11 штатах. По прогнозу Arcview Market Research и BDS Analytics, компаний, изучающих рынок марихуаны, к 2024 году медицинское применение будет легализовано во всех штатах. В странах Латинской Америки медицинское применение легализовали Аргентина, Колумбия, Мексика, Чили, Перу, Ямайка и Уругвай.

## Законодательное регулирование

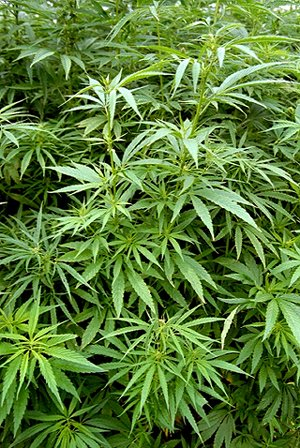
Конопля

Правовой статус марихуаны в разных странах мира варьирует от легального (или практически легального) до полностью нелегального.
Впервые ограничения на медицинское и рекреационное использование конопли были введены в первой половине XX века. Большую роль в этом сыграли исследования Джона Уорнока (Warnock), — британского врача, работавшего в Египте. Исследуя пациентов приютов для душевнобольных в Египте, Уорнок пришел к выводу, что именно каннабис был причиной психических заболеваний и высокой преступности в стране. Несмотря на то, что методика Уорнока была признана сомнительной, его выводы повлияли на решение Лиги Наций о включении каннабиса в один ряд с опиатами, такими как опиум и героин (1924 год).

## Применяемые для употребления субстанции
В сыром виде коноплю практически не употребляют в качестве наркотического средства. Используются различные способы её приготовления в зависимости от того, каким образом её будут употреблять. Срок хранения сырья в сухом месте — 2 года.

### Субстанции, применяемые для курения
Сушёная конопля. Растение сушат целиком и потом измельчают, отделяя соцветия, верхние листья, листья и стебли, так как концентрация психоактивных веществ в них различна, либо заранее разделяют растение и сушат данные части по отдельности, потом измельчая до удобного для курения размера. 
Так называемая «пыль» — это кусочки смолы, трихомы и частички мелких листьев, осыпавшиеся с растения в процессе сушки. Для удобства перевозки пыль иногда прессуют в блоки, такие блоки могут называть гашишем.
Так называемая «химка» представляет собой осаждённый на заранее отделённой части этой сушёной конопли её экстракт, полученный при помощи растворителей. В том случае, если доля сушёной конопли в получившемся продукте невелика, его также могут называть гашишем. При использовании некачественных и полярных растворителей (в том числе водных растворов) в приготовленном экстракте остаются примеси растворителя и экстрагированный вместе с психоактивными веществами хлорофилл, при сгорании образующий неприятный дым.
Экстракт конопли готовится из сушёной конопли или из смолы, он достаточно однороден (практически без кусочков растения).
Гашишное (гашишевое) масло получается путём экстракции ТГК летучими растворителями, по консистенции напоминает сироп или мёд, цвет варьируется от прозрачного до тёмно-коричневого. Так же оно естественным образом формируется на стенках курительных приборов, через которые употребляется каннабис в той или иной форме, так как часть дыма оседает и конденсируется. В таком виде носит название «масла», «вторяки» или «затируха» и обычно не курится в чистом виде, а используется как клей для крупно измельчённой марихуаны, позволяя формировать из неё более крупные куски.

### Субстанции, употребляемые внутрь
Приготовление продуктов для перорального употребления зачастую основано на том, что ТГК хорошо растворим в жирах. При изготовлении кондитерских изделий с добавлением конопли в качестве ингредиента используется тот или иной масляный экстракт конопли, содержащий ТГК с различными примесями.

## Употребление
При пероральном употреблении (то есть поедании) содержащих наркотические вещества продуктов конопли (таких как гашиш, «манага», ТГК-содержащее масло, кулинарные изделия на их основе и подобных)  возможны случаи существенного превышения дозировок.
Курение характеризуется сгоранием клетчатки растения и выделением дыма с попутным испарением наркотических средств.
Также возможно испарение содержащихся в сушёной марихуане каннабиоидов без горения клетчатки, для этого на субстрат подаётся поток горячего воздуха регулируемой температуры, содержание канцерогенных веществ в таком паре минимально. Для этого используется вапорайзер — прибор для испарения активных веществ из сухой смеси.

### Рекреационное употребление

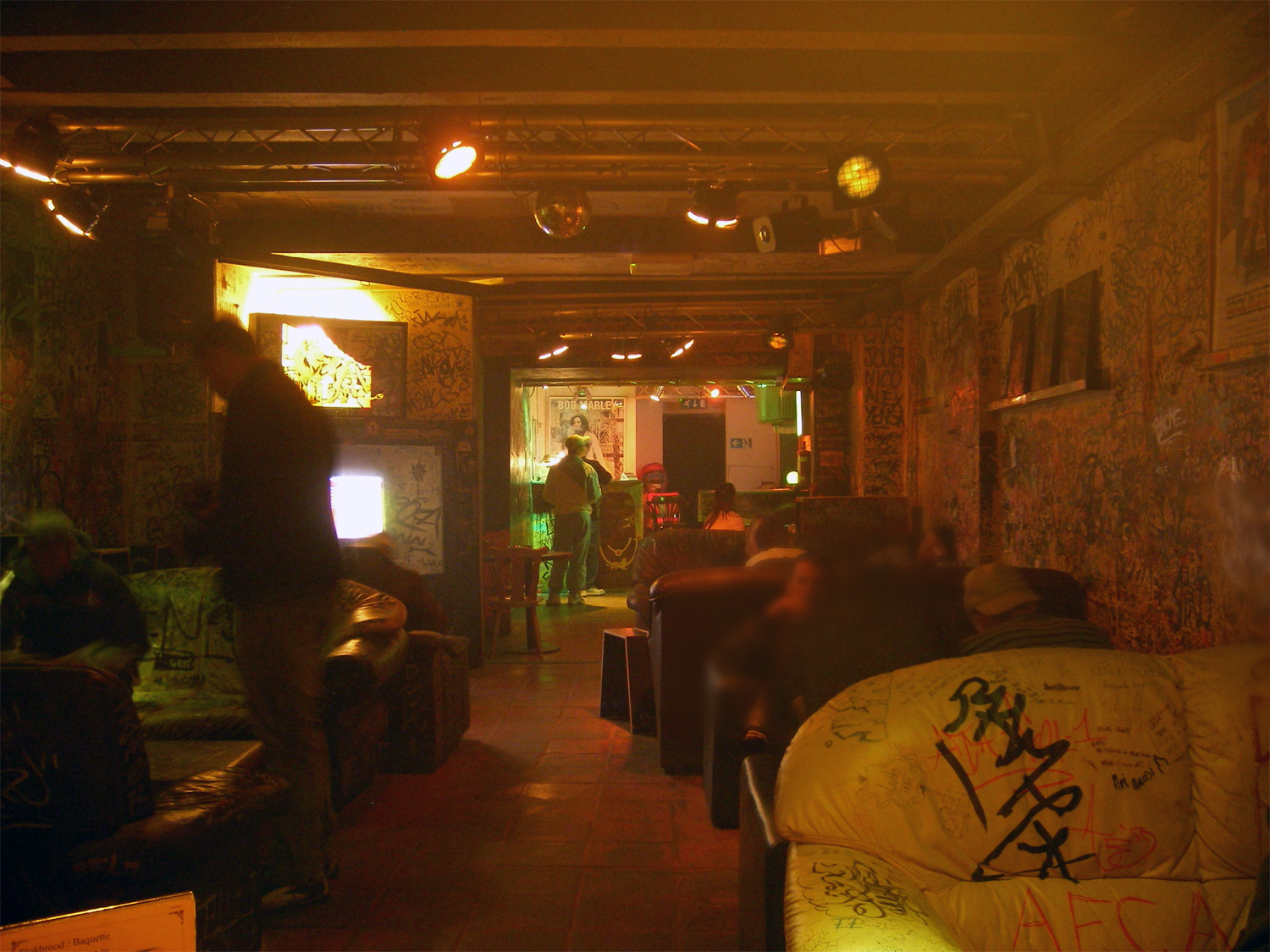
Кофешоп в Нидерландах

Рекреационное (от англ. recreation — отдых) употребление конопли традиционно для многих народов Индии, Гималаев, Средней Азии, Индокитая, Ближнего Востока, Африки и Центральной Америки. В XIX веке эта традиция начала распространяться в Европе и Северной Америке, и в настоящее время существует почти повсеместно.

### Передозировка
Передозировка — употребление чрезмерной дозы лекарства, влекущее за собой нарушение жизнедеятельности организма. В последнее время термин часто применяется в быту при немедицинском употреблении наркотических и психотропных веществ; в этих случаях он означает приём такого количества вещества, которое вызывает нежелательные, неприятные или опасные последствия.
При передозировке каннабиноидов летальный исход маловероятен, поскольку смертельная доза ТГК в 40 000 раз больше средней эффективной дозы. Однако превышение индивидуальной эффективной дозы в 3-4 раза может дать целый ряд неприятных симптомов, таких как соматических (усиленное потоотделение, тремор конечностей, тахикардия, тошнота, головокружение, обморок), так и психических (см. «зависание», «глюки», «измена», «убитость», «паранойя», «навязчивые идеи»), также возникает чувство, что время идёт долго. Спустя 10 минут может казаться, что прошёл час. Более тяжёлые передозировки обычно вызывают нарушения координации движений, затруднённость мышления и речи, полную или частичную обездвиженность и полусонное состояние, на фоне которого иногда можно наблюдать онейроидный галлюциноз.
В 2017 году была зафиксирована первая смерть, предположительно вызванная передозировкой каннабиса. 11-месячный мальчик умер от миокардита, а в его крови и моче было обнаружено высокое содержание тетрагидроканнабинола — основного психоактивного компонента марихуаны. Предполагается, что вещество попало в организм ребёнка из-за родителей, которые часто употребляли марихуану. Скорее всего, миокардит развился именно из-за каннабиса, но врачи рассматривают и другие причины смерти, например вирусы и инфекции.

### Пероральное употребление

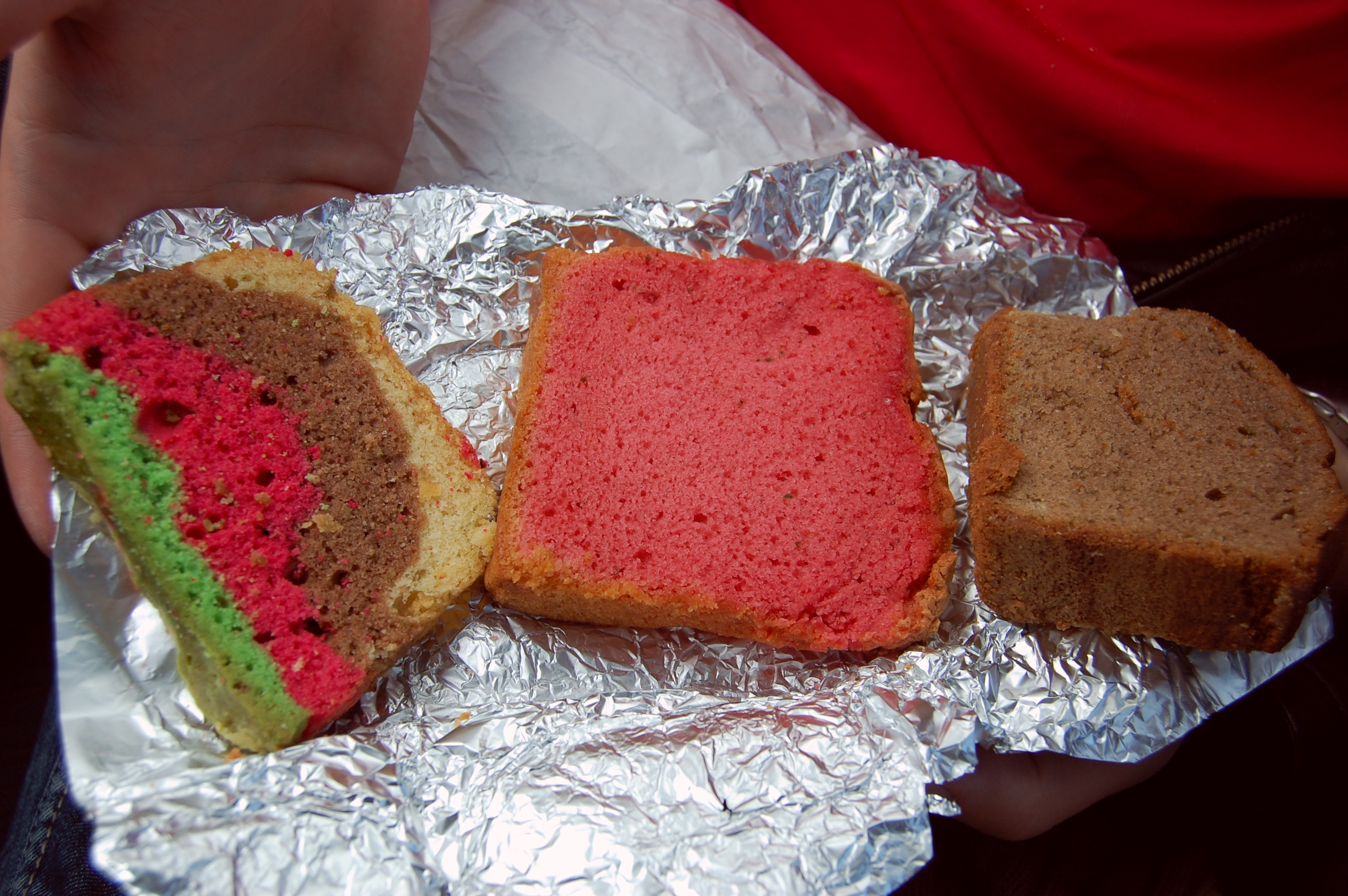
Три пирожка с марихуаной из разных кофешопов Амстердама

Пероральное употребление (поедание), древнейший способ употребления психотропных продуктов из конопли, частично утративший свою популярность в связи с распространением курения. При пероральном употреблении психотропный эффект начинает ощущаться спустя 40-60 минут. Это лёгкое ощущение изменения состояния ощущений (сравнимо с курением низкосортной марихуаны). Полный эффект наступает через 0,5-2 часа после приёма продукта, причём «приход» обычно отсутствует. Изменения самочувствия нарастают и накапливаются постепенно, и в какой-то момент становятся столь отчётливыми, что их уже невозможно не замечать. Но бывает и резкое изменение состояния, спустя 30-40 минут, так называемая «волна». Интоксикация при пероральном употреблении, как правило, более длительная (иногда до 6-8 часов) и глубокая, часто сопровождается моторной заторможенностью и яркими зрительными эффектами (смотри онейроид, псевдогаллюцинации).

#### Сладости
В медицинской традиции аюрведы сладости с добавлением измельчённого бханга служили популярными лекарствами широкого спектра действия. Содержание каннабиноидов в них было невысоким, а их психотропные эффекты нейтрализовались добавлением антидотов (в частности, корня аира). Сладости для рекреационного употребления (маджун, давамеск и так далее), популярные на Востоке в Средние века и Новое время, отличались более высокой концентрацией психотропных компонентов. Кроме бханга и гашиша, в их состав часто входили препараты дурмана, белены и мака снотворного. Такие сладости имели форму повидла, конфет-помадок или халвы.
В 1860 году в Нью-Йорке был налажен выпуск леденцов Hasheesh Candy, производившихся Gunja Wallah Company. Конфеты из сиропа с добавлением спиртовой настойки конопли рекламировались как «самый приятный и безвредный стимулятор» и продавались в течение 40 лет.
В настоящее время конопляные леденцы выпускаются некоторыми европейскими фирмами, однако не содержат каннабиноидов, а изготовляются на основе ароматического экстракта.

## Симптомы и особенности интоксикации каннабиноидами
После поступления в организм каннабиноиды быстро покидают кровяное русло, распределяясь в тканях, богатых липидами: жировых отложениях, мозге, лёгких, половых органах, клеточных мембранах.
Внешние симптомы интоксикации каннабиноидами: движения либо крайне заторможены, либо размашисты и неуклюжи, речь невнятна, позы вычурны и неестественны. Лёгкое опьянение может быть практически бессимптомным; для интоксикации средней степени тяжести характерны: беспричинный смех, двигательная расторможенность, болтливость, резкие перепады настроения. Признаки тяжёлого опьянения: расслабленное «мёртвое» лицо, заторможенные движения, фиксированный или отрешённый взгляд, бредовые суждения, неадекватные реакции на происходящее.
Вне зависимости от степени тяжести, пик интоксикации длится не более двух-пяти часов. Попадая в кровь, психотропные каннабиноиды быстро окисляются и подвергаются выведению.
Отравление каннабиноидами не требует специального лечения, поскольку со временем проходит само по себе без видимых негативных последствий. Однако в ряде случаев оно сопровождается острыми психотическими проявлениями (паника, бред, навязчивые состояния, галлюцинация), в связи с чем возникает необходимость быстрого отрезвления отравившегося субъекта.

## Действие на организм
Психоактивное действие каннабиоидов обусловлено тем, что на них реагируют каннабиноидные рецепторы — участки на мембранах синапсов нервных клеток, также взаимодействующие с анандамидами. Обнаружены в 1988 году в США, St. Louis University Medical School. Разделяются на две группы: СВ1 и СВ2. СВ1 расположены в центральной нервной системе (в гиппокампе, коре головного мозга, подкорковых узлах, стриатуме, мозжечке и спинном мозге), их наибольшая концентрация наблюдается в ответственных за координацию движений, обучение и память участках мозга, обычно эти рецепторы активируются анандамидами и способствуют торможению вызванной избытком дофамина гиперактивности. Рецепторы СВ2 обнаруживаются в селезёнке, поджелудочной железе, яичниках и в других железистых тканях, они хорошо связывают экзогенные каннабиоиды, но демонстрируют низкое сходство с анандамидами.
ТГК уменьшает циркулирование ацетилхолина, в частности в гиппокампе, что приводит к уменьшению активности нейротрансмиттера. Также ТГК способствует выработке серотонина.

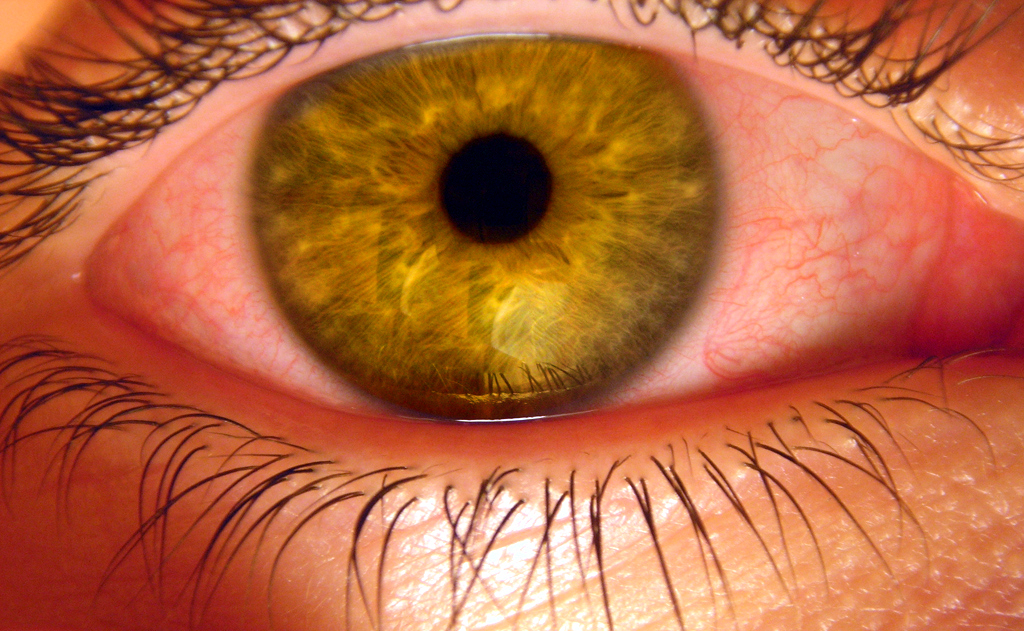
Покраснение глаз вследствие употребления марихуаны

#### Физиологические эффекты в кратком периоде
Основными физиологическими проявлениями воздействия марихуаны на организм человека являются:
- инъецирование конъюнктивы глазных яблок (покраснение);
- сухость во рту;
- повышенный аппетит.

#### Психологические эффекты в кратком периоде
Психологические эффекты каннабиса (общий термин для обозначения психоактивных продуктов конопли) включают эйфорию, обостренную смешливость, онейроидное состояние, спокойствие и дремоту (или бессонницу, что зависит от конкретного человека). Это расстройство классифицируется как опьянение каннабисом.
Марихуана повышает чувствительность к внешним стимулам, позволяет обнаружить детали, которые ранее проходили незамеченными, делает цвета более яркими и богатыми (усиление рецепторов глазной сетчатки), а также повышает восприятие музыки и искусства. Ощущение вкуса и запаха усиливается. Время как будто замедляется, человек начинает замечать, что в каждый момент времени происходит многое.
Касательно обнаружения новых, ранее не замеченных, деталей — возможно, это происходит вследствие изменения системы приоритетов восприятия. Так, например, может оказаться, что под воздействием марихуаны гораздо приятнее созерцать природные явления, нежели деятельность людей.
Также зачастую наблюдается повышенная чувствительность к звукам и ко всему, что происходит вокруг человека, принимавшего коноплю. Множество мелких деталей и подробностей приобретает такую же важность, как и другие события (апофения).
Иногда наблюдаются необъяснимые проявления панического страха («измена»), при этом действие марихуаны не исключает возможности адекватной оценки окружающей обстановки, что объясняет возможность нормального поведения принявших её в общественных местах.
Некоторые исследователи считают, что последний эффект (приступы панического страха) является следствием стимулирования участков мозга, ответственных за фантазию и творчество, не оставляя таким образом место самоконтролю.
Часто наблюдается расщепление сознания; ощущая действие каннабиоидов, многие люди в то же время замечают, что находятся в изменённом состоянии сознания. У них могут возникать параноидальные идеи, и в то же самое время они смеются над этими идеями. Могут появляться деперсонализация и дереализация. Эта способность сохранять объективность объясняет многие случаи, когда курильщики умудряются спокойно вести себя в публичных местах, даже если они находятся в состоянии сильного опьянения.
Кроме обострённого внимания к окружающим деталям и приступов страха или веселья,  опьянение марихуаной обычно характеризуется и повышенным аппетитом: обычный человек под действием марихуаны способен съесть большое количество еды. При этом существенно повышается чувствительность вкусовых рецепторов: еда кажется намного вкуснее, чем обычно. Нужно также заметить, что невкусное становится просто отвратительным, таким образом, речь идёт об усилении чувствительности вкусовых рецепторов.

#### Делирий, вызванный каннабисом
С каннабисом может быть связан делирий, характеризующийся затуманиванием сознания, беспокойством, спутанностью, страхом, дезориентацией, онейроидным мышлением, смутными ощущениями грозящей опасности, иллюзиями. Для возникновения токсического делирия обычно требуется приём больших доз каннабиса; это состояние наступает редко, если каннабис потребляется путём курения.
Бредовой синдром при этом делирии характеризуется бредом преследования, развивающимся вскоре после потребления вещества. Кроме того, наблюдаются выраженная тревожность, лабильность, деперсонализация.

#### Предполагаемая смертельная доза
Медианная смертельная доза (50 % смертность) тетрагидроканнабинола (ТГК), основного действующего вещества марихуаны, определялась экспериментально на подопытных животных (крысах, обезьянах и собаках). Для крыс, согласно Merck Index, при приёме внутрь смертельная доза составляет 1270 миллиграммов на килограмм веса для мужских особей и 730 миллиграммов на килограмм веса для женских, а при вдыхании — 42 миллиграмма на килограмм. Для обезьян смертельная доза при внутривенном введении ТГК, растворённого в масле, оказалась в диапазоне между 90 и 128 мг/кг.
При приёме ТГК внутрь у собак и обезьян медианную смертельную дозу выяснить не удалось, большинство животных выдерживало дозу до 3000 мг/кг. Минимальная доза, вызвавшая смерть, была 1000 мг/кг.
Если пересчитать дозу для вдыхания 42 мг/кг на человека массой 70 кг, то получится, что смертельная доза для него составляет 3 грамма чистого ТГК, что соответствует примерно 60 г марихуаны с 5 % содержанием ТГК. Это заниженная оценка, так как обычно концентрация ТГК менее 5 %, кроме того, при курении далеко не весь ТГК попадает в лёгкие. Тем не менее на практике выкурить такое количество за один раз невозможно. Что касается приёма внутрь (поедания), то аналогичный расчёт (использующий данные, полученные на крысах) показывает смертельную дозу в 1—2 кг марихуаны, что также практически невозможно. Это отличает марихуану от других психоактивных веществ. Для сравнения, например, для алкоголя смертельная доза всего лишь приблизительно в 10 раз больше действующей дозы.

### Эффекты долгосрочного употребления

#### Физиологические эффекты долгосрочного употребления
За последнее время значительное число исследований, посвящённых каннабису, касалось возможных адверсивных (вредных) реакций при хроническом применении. Исследовались церебральная атрофия, подверженность припадкам, повреждение хромосом и врождённые дефекты развития, нарушение иммунных реакций и воздействие на содержание тестостерона и менструальный цикл.

##### Изменения мозга
В работе 1998 года от INSERM и Национального центра научных исследований, которая была сделана под руководством всемирно известного д-р Бернарда Пьер-Рокеса, установлено, что
прошлые результаты, предложившие анатомические изменения в мозгу хронических потребителей марихуаны, измеряемое методом томографии, были подтверждены современными точными методами (такими, как магнитно-резонансная томография) … Более того, у крыс после введения очень высоких доз тетраканнабинола „наблюдалось“ морфологическое ухудшение состояния гиппокампа (который играет определённую роль в памяти и координации).

##### Память
Гиппокамп, который вовлечён в формирование памяти, также содержит много каннабиноидных рецепторов. Возможно, марихуана активизирует каннабиноидные рецепторы в гиппокампе и влияет на память понижением активности нейронов этой области. Влияние марихуаны на долговременную память менее изучено, но пока человек находится под воздействием марихуаны, краткосрочная память может ухудшаться.

##### Влияние на умственные способности
Согласно результатам многолетнего исследования, опубликованного в 2002 году журналом Канадской Ассоциации Врачей, «в долгосрочной перспективе марихуана не оказывает негативного влияния на общий уровень умственных способностей», и что «негативное влияние на показатель IQ отмечается только у тех, кто курит 5 или больше самокруток („косяков“) в неделю». Исследование показало, что у индивидов, употребляющих марихуану в небольших количествах, наблюдалось увеличение показателя IQ на 5,8 пункта, в то время как у никогда не употреблявших данное вещество увеличение составило 2,6 пункта. Однако при этом исследование отмечает снижение показателя интеллекта на 4,1 пункта у заядлых курильщиков марихуаны.

##### Влияние на репродуктивную систему
Марихуана в средних количествах усиливает оргазм как мужчины, так и женщины, и в то же время задерживает эякуляцию. Однако, как было показано, приём высоких доз ТГК животными снижает сывороточный уровень тестостерона, затрудняет производство, подвижность и жизнеспособность спермы, нарушает цикл овуляции, и вызывает сокращение производства гонадотропных гормонов. Впрочем, есть и другие противоречивые сообщения,  а также возможно, что к этим последствиям со временем развивается терпимость. По данным Merck Manual of Diagnosis and Therapy (1997), последствия для фертильности, связанные с употреблением каннабиса, являются неопределёнными.
Исследования показали, что сперма человека содержит рецепторы, которые стимулируются веществами, подобными ТГК и другими химическими веществами, связанными с каннабисом. Тесты показывают, что курение марихуаны может сказываться на функции сперматозоидов. По последним данным, помимо большего количества дефектных сперматозоидов, характерных для курильщиков конопли, исследователями Королевского университета Белфаста обнаружено, что под действием каннабиноидов сперматозоиды теряют способность проникать сквозь защитную оболочку яйцеклетки, то есть лишаются способности оплодотворять её.

##### Влияние на плод и новорождённого
Последние исследования показали, что дети беременных матерей, курящих марихуану, чаще страдали от постоянного дефицита познавательных способностей, расстройства внимания, гиперактивности и недоразвитых социальных взаимодействий, чем у не подвергшихся воздействию конопли детей того же возраста и социального происхождения. Недавним исследованием с участием учёных из Европы и США установлено, что эндогенные каннабиноиды, молекулы, которые естественным образом производятся нашим мозгом и функционально подобные ТГК из конопли, играют неожиданно важную роль в процессе установления каким образом определённые нервные клетки будут соединяться между собой. Образование связей между нервными клетками происходит в течение относительно короткого периода в мозге плода. Это исследование стремится дать лучшее понимание того, как влияет конопля на мозг плода и когда это происходит.
Научно установлено крайне негативное воздействие каннабиса на плод: замедление роста плода, снижение репродуктивной способности у мальчиков, нарушение нервной системы и зрения. Возможна передача каннабиноидов младенцу через молоко матери.
В исследовании 1994 года из 24 новорождённых, на которых испытывался каннабис перинатально и 20 не испытуемых новорождённых, сравнения делались на третий день и первый месяц от рождения, используя шкалу оценки новорождённых Бразелтона, включая дополнительные пункты, чтобы охватить всевозможные малозаметные эффекты. Результаты показали, что на третий день не было никаких существенных отличий между испытуемыми и не испытуемыми новорождёнными. На первый месяц испытуемые новорождённые показали неудовлетворительную физиологическую стабильность и требовали большую помощь экзаменатора чтобы достичь организованного состояния. Новорождённые от сильно курящих марихуану матерей имели крайне удручающие показатели вегетативной стабильности, качества внимания, раздражительности и саморегулирования, и были признаны подходящими для ухода. Эта работа поддерживалась фондом March of Dimes.

##### Возможная канцерогенность
23 мая 2006 года Дональд Ташкин, д. м. н., профессор медицины в школе медицины Дэвид Геффен в Лос-Анджелесе объявил о том, что употребление марихуаны, как представляется, не повышает риск развития рака лёгких, и не увеличивают риск рака головы и рака шеи, таких как рак языка, полости рта, горла и пищевода
. В этом исследовании принимают участие 2252 участника, причём некоторые из наиболее хронических курильщиков марихуаны выкурили более 22000 сигарет марихуаны
. Открытие д. м. н. Дональда Ташкина, и его группы исследователей в 2006 году совершенствует их предыдущее исследование, опубликованное в издании 17 декабря 2000 года в рецензируемом журнале Cancer Epidemiology Biomarker and Prevention. Многие противники марихуаны приводят первоначальный вывод медицинского центра в Лос-Анджелесе с 2000 года в качестве доказательства того, что марихуана ставит курящих на более высокий уровень риска рака лёгких и других раковых опухолей. После исследований, которые делал Dale Geirringer и др., было установлено, что после сгорания марихуаны образуются 118 канцерогенов и ещё два канцерогена образуется, когда испарения марихуаны проходят через испаритель. Чтобы объяснить это противоречие, с казалось бы, химически доказанной канцерогенностью, связанной с процессом горения, Ташкин отметил, что
одно из возможных объяснений для новых выводов заключается в том, что тетрагидроканнабинол, химическое вещество, содержащееся в дыме марихуаны, может способствовать тому, что стареющие клетки будут умирать раньше, и поэтому у них будет меньше шансов пройти раковые трансформации
Вес
Взрослые люди с историей употребления конопли реже страдают ожирением, чем те, кто её не употребляет, согласно исследованию 735 921 взрослых американцев. Употребляющие каннабис также чаще имеют более низкий индекс массы тела, чем не употребляющие. Исследование показало, что вероятность ожирения у тех, кто потребляет каннабис в настоящее время, на 31 % ниже, чем у тех, кто его не употребляет. Вероятность ожирения у ежедневных потребителей на 32 % ниже, чем у не употребляющих. Так что снижение ожирения не требует ежедневного употребления.

##### В сравнении с табаком
По результатам 20-летнего новозеландского исследования, опубликованного в 2016 году, употребление марихуаны имело гораздо меньше вредных последствий для здоровья, чем употребление табака. Из 1037 участников (51,6 % мужчины) 484 человека употребляли табак для курения, 675 когда-либо употребляли марихуану. При обработке результатов выяснилось, что люди среднего возраста, употреблявшие марихуану, имели склонность к заболеваниям полости рта.

##### Влияние на кровеносные сосуды
Доказано, что употребление марихуаны способно привести к развитию каннабиноидного артериита, чреватого, в свою очередь, ампутациями конечностей.

#### Психологические эффекты долговременного употребления

##### Зависимость
Употребление марихуаны приводит к развитию психологической зависимости; существуют также исследовательские данные, согласно которым в 10—20 % случаев происходит развитие и физиологической зависимости. Прекращение приёма марихуаны при длительном употреблении в больших количествах иногда вызывает ряд вегетативных нарушений (небольшое повышение артериального давления, учащение сердцебиения, неприятные ощущения в области сердца, головные боли). Длительное использование марихуаны производит и фармакокинетические изменения (как наркотик усваивается, распространяется, метаболизируется, и выводится в экскрементах), и фармакодинамические изменения (как наркотики взаимодействует с целевыми клетками) в организме.
Клиническая картина синдрома отмены ТГК развивается постепенно и проявляется в достаточной степени индивидуально.

##### Психозы
Предполагается, что такой эффект более вероятен у тех, у кого имеется генетическая предрасположенность к развитию этих психических болезней
Можно встретить указание на то, что психозы, вызванные употреблением конопли или каннабиса, в основном имеют место в Индии, Египте и Марокко; более часто они отмечались в конце XIX — начале XX веков, чем теперь. Имеются в виду длящиеся психозы, обусловленные преимущественно хроническим потреблением высоких доз вещества.
Также существует исследование, показавшее, что подростки в возрасте восемнадцати лет, употребляющие каннабис, подвержены риску заболевания шизофренией в последующие 15 лет в намного большей степени, чем их не употребляющие сверстники. Эксперты предполагают, что от 8 % до 13 % от общего количества заболеваний шизофренией связано с употреблением каннабиса в подростковом возрасте.

##### Тревожность
Люди, потребляющие каннабис, могут также испытывать кратковременные острые состояния тревожности, иногда сопровождающиеся параноидными идеями. Тревожность может быть такой сильной, что достигает выраженности, характерной для так называемых панических реакций. Паническая атака (на сленге потребляющих марихуану — «измена») хотя и представляет собой не очень типичную реакцию, но всё же выступает наиболее частой формой адверсивных реакций на умеренное курение марихуаны и с большей вероятностью проявляется в том числе потому, что курение марихуаны преследуется законодательством большинства стран.
Также замечено, что индивиды, регулярно принимающие комплексные витамины (в особенности витамин С), в значительной мере избавлены от подобных синдромов (разумеется, имеется в виду не одноразовый, а ежедневный и регулярный приём витаминов).

##### Синдром потери мотивации
Амотивационный синдром — введённый в начале шестидесятых годов термин для описания клинически наблюдавшегося «влияния употребления марихуаны на появление и развитие более пассивных личностных характеристик, немотивированных личностей, замкнутых на внутреннем мире». В список синдромов были включены:
- апатия;
- повышенная чувствительность;
- отсутствие желаний;
- пониженное ощущение задач и целей;
- сложности в сосредоточении и концентрации внимания.

Основываясь на данных исследований, можно заключить, что этот феномен чаще возникает у употребляющих марихуану каждый день и большими дозами молодых курильщиков.

##### Флэшбэк
Другой возможной реакцией на каннабис является так называемый флэшбэк (англ. flashback), или ретроспективная сцена, представляющая собой спонтанное возвращение симптомов, вызванных потреблением вещества, когда субъект находится вне состояния опьянения. Она может возникнуть через достаточно большой период времени, вплоть до месяца. Он обусловлен уникальным свойством нашей памяти «вспоминать» пережитые состояния и воспроизводить их со всеми ощущениями, что были при реальной ситуации. В целом, однако, флэшбэки характерны только для лиц, употребляющих более мощные галлюциногены или психоделики.

#### Толерантность
У курящих марихуану сильная толерантность развивается редко. При регулярном употреблении марихуаны ко многим эффектам каннабиоидов возникает некоторая толерантность, заключающаяся в том, что при частом употреблении больших доз желаемой силы эффект может вообще не возникнуть. Толерантность часто ослабляется при переходе на другой сорт марихуаны, курильщиками высказываются предположения, что это связано с тем, что дельта-9-ТГК — не единственный из психоактивных каннабиоидов, а каждый сорт содержит свой набор каннабиоидов.
С другой стороны, толерантность может быть ложной, являясь следствием загрязнения лёгких различными смолами. В этом случае снижается усвоение организмом психоактивных веществ. Для достижения желаемого эффекта курильщику требуется большая доза для выкуривания.
Также марихуана обладает кросс-толерантностью с алкоголем.

## Вопрос о легализации марихуаны
Существует широкое общественное движение, требующее легализации или хотя бы декриминализации употребления марихуаны. Эти требования мотивированы тем, что препараты марихуаны, в отличие от легализованных сейчас алкоголя или табака, по мнению сторонников движения, менее вредны для здоровья и не вызывают физической зависимости. В качестве аргумента за легализацию приводится и экономический фактор — запрет на продажу марихуаны генерирует сверхприбыли, получаемые преступностью, разлагает и коррумпирует следящие за оборотом органы, не позволяет в полной мере развивать сельскохозяйственное и промышленное использование этого ценного сырья, а легализация  позволила бы этого избежать и получить значительную прибыль, направленную сейчас в карманы преступников.
Хотя марихуана по оценкам учёных из Бристоля (Великобритания) признана менее опасной, чем табак и алкоголь, употребление алкоголя и табака обычно не вызывает озвученных опасений, так как оно законодательно не запрещено.

## Культурные и географические особенности
Начиная с 2005 года в Европе проводились исследования по социологическому анализу употребления наркотиков, получившие общее название эпидемиология сточных вод. Это методики оценки бытового употребления наркотиков на основании анализа содержания продуктов метаболизма в сточных водах. Методики были стандартизованы в 2010 году и по состоянию на 2022 год проводились регулярные исследования в нескольких европейских странах, по широкому спектру наркотиков, включая продукты метаболизма каннабиса. Аналогичные исследования проводились и в других странах мира.

### Австралия
Две трети территории Австралии заняты пустынями и полупустынями. На большей части континента климат засушливый; для выращивания конопли наиболее пригодны юго-восточные территории, где выпадает достаточное количество осадков.
Конопля посевная была завезена в Австралию в конце XVIII века, но никогда не играла большой роли в экономике страны. В настоящее время коноплеводство развивается усилиями энтузиастов, без поддержки, но и без особых помех со стороны правительства. Наиболее крупные плантации промышленной конопли расположены на о-ве Тасмания, где функционирует Tasmanian Hemp Company. Основной продукт компании — масло конопляное, используемое как основа для лаков и смазочных материалов.
Психотропное применение конопли не было известно широким массам до 1960-х годов; его распространение связано с движением хиппи. В конце 1990-х годов, согласно данным анонимных опросов, марихуану и гашиш успели попробовать от 50 до 60 % населения Австралии, а около 25 % населения Сиднея и Аделаиды употребляли их более или менее регулярно. Большая часть марихуаны, потребляемой в Австралии, выращивается в лесистых горах на юго-востоке страны. Крупнейшая колония коноплеводов расположена в посёлке Нимбин (Новый Южный Уэльс), где проводится ежегодный конопляный фестиваль Марди Грасс.
Хранение и продажа психотропных продуктов из конопли запрещены законами всех штатов Австралии. Тем не менее хранение небольших количеств (до 25 г) ненаказуемо или наказывается штрафом от 50 до 500 австралийских долларов. Выращивание до 10 кустов также считается низкоприоритетным правонарушением, но хранение и выращивание в особо крупных размерах карается лишением свободы на срок от 20 лет до пожизненного. В стране существует мощное и организованное движение за легализацию конопли, и власти некоторых штатов уже склоняются к декриминализации по нидерландскому образцу. Так, в Сиднее недавно был открыт первый кофешоп и проведён Каннабис-Парад.

### Австрия
Большую часть Австрии занимают Восточные Альпы, свыше 40 % территории — горные леса и альпийские луга. Климат умеренный континентальный, идеален для выращивания конопли; особенно большие урожаи можно собирать на горных лугах.
Конопля произрастает в Австрии с доисторических времён, о чём свидетельствует находка конопляных семян в раскопе эпохи позднего неолита близ города Фослау. В Средние века коноплеводство было важной отраслью экономики Австрии. Конопляное волокно активно использовалось в текстильном и бумажном производстве, но в начале XX века было вытеснено хлопком и целлюлозой, а позднее — синтетическими волокнами. Окончательный удар по коноплеводству нанесла Единая Конвенция ООН 1961 года, после ратификации которой правительство Австрии запретило выращивание конопли.
Посевы были возобновлены лишь в 1996 году. Именно тогда в окрестностях Зальцбурга появились первые плантации конопли с низким содержанием ТГК; и уже в 2000 году в стране было зарегистрировано более 50 магазинов и 17 предприятий, работающих с коноплёй и товарами, изготовленными на её основе. Лидером рынка является фирма «Рохемп», производящая 24 наименования текстиля из конопляного волокна. Кроме того, в Австрии изготавливаются пиво и ликёр «Hanf» с добавлением ароматической эссенции конопли.
Психотропные продукты из конопли (преимущественно, марихуану и гашиш) регулярно употребляет до 10 % населения Австрии. Многие любители выращивают потенциально сильнодействующую коноплю в домашних условиях; оборудование для выращивания свободно продаётся в гроушопах. В 1994 употребление и хранение небольших количеств конопли было декриминализовано. Выращивание остаётся полулегальным, но преследуется очень редко.

### Азербайджан
Промышленное коноплеводство в республике не распространено, конопля выращивается исключительно ради своих психотропных свойств. Производство, сбыт и пересылка влекут уголовную ответственность при любых количествах. Исторически основным конопляным продуктом в Азербайджане с IX века является гашиш, а основной формой его применения — пероральный приём вместе с чаем. Традиция добавлять гашиш в чай постоянным клиентам отмечалась в бакинских чайханах ещё в 1980-е годы.

### Алжир
Алжир занимает центральную часть горной области Атлас и четверть территории пустыни Сахары. Оптимальные условия для выращивания конопли существуют только в северной части страны, где преобладает субтропический климат и выпадает достаточное количество осадков. Конопля никогда не применялась в хозяйстве и промышленности Алжира, а выращивалась в ограниченных количествах исключительно для производства психотропных продуктов. О свойствах этого растения местные жители знают с незапамятных времён. Кочующие по пустыне берберы непременно имеют при себе гашиш, наряду с водой, чаем и сахаром.
Вплоть до начала XX века употребление марихуаны (кифа) было одним из элементов алжирского быта: её подавали во всех кофейнях, в кальянах в смеси с табаком. Французские колонизаторы не просто запретили производство и продажу гашиша и марихуаны, но тщательно следили за соблюдением этого запрета и сажали нарушителей в гарнизонные тюрьмы. В 1965 г, после кратковременной войны, Алжир получил независимость, но отношение к конопле не изменилось. Употребление марихуаны и гашиша карается кратковременным тюремным заключением, за выращивание и торговлю предусмотрено от 10 лет лишения свободы до смертной казни. Поэтому местные жители не выращивают коноплю, а предпочитают закупать гашиш в соседнем Марокко.

### Армения
Конопля встречается по всей территории. Несмотря на благоприятные условия для выращивания, нет данных о промышленном использовании конопли. Растение ценится, в первую очередь, благодаря своим психотропным свойствам, и выращивается частными лицами для рекреационного и медицинского употребления. Самыми лучшими и урожайными районами считаются районы у горного озера Севан и вдоль турецкой границы. Случаи изготовления гашиша единичны; среди конопляных продуктов преобладает марихуана.
Официальные власти Армении стоят на позициях радикального прогибиционизма. Конопля включена в список сильных наркотических средств, и уничтожение её посевов вменяется в обязанность работникам полиции. По сведениям армянского МВД, в Армении уничтожается около 20-25 тонн конопли в год. На территории страны хранение марихуаны наказывается административным штрафом в размере от 200.000 до 400.000 драм при весе до 0.5 грамм (ст. 44-1 КоАП РА), а употребление марихуаны (также любых других наркотических веществ) наказывается административным штрафом в размере от 100.000 до 200.000 драм (ст. 44-2 КоАП РА).
Выращивания конопли на территории РА наказывается административным штрафом в размере от 5.000 до 10.000 драм при количестве до 5 кустов (ст. 110-1 часть 1 КоАП РА) и от 10.000 до 30.000 драм при количестве от 6 до 9 кустов (ст. 110-1 часть 2 КоАП РА)
В действительности же, истребить всю коноплю в Армении крайне сложно. Горные долины и леса, где отсутствует развитая дорожная сеть, затрудняют контроль..

### Афганистан
Афганистан — горная страна. Климат континентальный сухой, почвы бедные, осадков выпадает немного. Афганские сорта конопли не отличаются прочным волокном, но вырабатывают много смолки, необходимой для изготовления психотропных продуктов. Традиция их изготовления и употребления насчитывает много сотен лет; на рынке страны преобладает гашиш, который местные жители обычно курят через кальян медный или «земляной» (см. кальян земляной).
Жители страны разработали множество оригинальных приёмов его изготовления. В одной из технологий два-три слоя сухих растений конопли укладывается на ковёр, который затем сворачивают в рулон и катают по полу. Потом растения выбрасывают, а цветы и пыльцу собирают с ворсинок.
Каждый район Афганистана имеет свои «конопляные» традиции и даже свои формы прессовки гашиша. Так, до недавнего времени в Мазари-Шарифе гашиш формовали в «макароны», в Герате — в круглые «коржики», в Джелалабаде — в «палочки», в Кандагаре — в плоские «кораблики». Цвет гашиша варьировался от серебряно-серого до тёмно-коричневого.
В 60-е годы афганский гашиш проник на рынки США (см. Братство вечной любви). Это озаботило администрацию США, и в 1971 она направила афганскому королю Захир-шаху официальное требование о борьбе с коноплеводством. Борьба была развёрнута летом 1973, а осенью того же года Захир-шаха свергли. Далее в Афганистане началась гражданская война, часто сменялись правящие режимы, но ни один режим не давал послабления коноплеводам. При талибах гашишное производство пришло в упадок. Движение талибов отличается крайне неодобрительным отношением к наркомании и наркотикам. Поэтому были уничтожены почти все плантации конопли и мака. С момента введения войск США в Афганистан производство героина в этой стране выросло на 200—400 %. Но положение в стране остаётся сложным. Из опасений санкций от движения талибан местное население выращивает наркотические растения только на продажу. И употребление марихуаны остаётся на полулегальном уровне. Наиболее лояльными в этом отношении можно считать южные районы Афганистана.

### Бельгия
Большая часть территории Бельгии — приморская равнина, на западе — горы. Климат умеренный морской, почвы бурые лесные и подзолистые, что не вполне благоприятно для выращивания конопли. Местные фермеры практически никогда не занимались коноплеводством, однако в последние полвека, в связи с мировой модой на марихуану, приобрело определённую популярность выращивание конопли индийской в парниках и теплицах.
Традиция курения гашиша была занесена в Бельгию марокканскими иммигрантами в 1930-е годы. Согласно данным телефонного опроса населения, проведённого в Брюсселе в 1998 году, каждый пятый бельгиец хоть раз в жизни пробовал курить гашиш или марихуану. Психотропные продукты из конопли можно купить в марокканских кварталах; особо известными в Брюсселе считаются районы Моленбек и Схарбек, где продавцы собираются рядом с мечетью. Приспособления для курения продаются в обычных супермаркетах.
С 1961 года, в результате ратификации Единой Конвенции ООН, гашиш и марихуана были приравнены к наркотикам, а выращивание конопли запрещено под страхом тюремного заключения. Однако службы правопорядка не проявляли особого рвения в преследовании любителей конопли, а в 1998 году на уровне МВД, Минюста и генпрокуроров пяти провинций Бельгии было принято решение о декриминализации употребления и хранения малых (до 7 г) количеств конопли. Через два года «малое количество» было увеличено до 15 г.

### Бразилия
Природа Бразилии чрезвычайно разнообразна: здесь есть и влажно-экваториальные леса, и горы, и саванны, и редколесья. Климат меняется от экваториального до субтропического, температуры ниже +16 °C случаются крайне редко. На всей территории страны имеется полный комплекс благоприятных условий для выращивания конопли индийской; конопля посевная приживается плохо и быстро мутирует в сторону увеличения содержания ТГК.
Коноплю в Бразилии культивируют, главным образом, ради её психотропных свойств. Обычай курения марихуаны был завезён в страну неграми-рабами, и к концу XIX века распространился повсеместно. Общеизвестный центр коноплеводства — Манаус, главный центр потребления — Рио-де-Жанейро. Борьба с выращиванием конопли практически не велась до 1961 года (см. Единая конвенция о наркотических средствах), а в удалённых районах страны не ведётся и сейчас. Так, в штате Амазонас прямо в сельве выращивается уникальный сорт чёрной конопли МАКОНА НЕГРА который практически полностью идёт на экспорт.
Тем не менее по законодательству Бразилии и хранение, и даже употребление конопли преследуется в уголовном порядке. В городах аресты производятся без протоколов: задержанный проводит в тюрьме несколько дней, а затем либо платит $1000, либо получает срок.

### Великобритания
На севере и западе Великобритании преобладает горный рельеф с торфяниками и вересковыми пустошами; на юге и юго-востоке — холмистые равнины. Климат умеренный, океанический, влажный; для коноплеводства наиболее благоприятен юг и юго-восток.
Великобритания имеет богатую традицию промышленного коноплеводства. Из конопляной пеньки плели канаты и ткали парусину для флота, который был главной военной силой английских королей. Государство не просто поощряло коноплеводство, но вводило его в приказном порядке. В 1533 году Генрих VIII потребовал, чтобы каждый фермер засевал пол-акра конопли на каждые 6 акров засеянной площади. С конца XVII века Великобритания начала закупать дешёвую пеньку в России, в связи с чем посевные площади конопли начали постепенно сокращаться и практически сошли на нет к концу XIX века. Сейчас они снова расширяются, растёт применение конопли в пищевой и парфюмерной промышленности, медицине.
Психотропные свойства конопли известны английской медицине с середины XVIII века Настойки конопли широко использовались для лечения мигрени и нервной возбудимости. Курение конопли распространилось в XIX в, но, в отличие от курения опиума, не преследовалось властями.
Положение изменилось в 1925 году. Опиумная конвенция приравняла коноплю к опиуму, хранение и употребление марихуаны и гашиша были объявлены уголовными преступлениями. Волна репрессий достигла пика в 1960-е, а затем постепенно пошла на спад благодаря усилиям британских антипрогибиционистов (см. Вутон, Барбара, С.О.М.А.). В 1990-е годы начали активно изучаться медицинские свойства конопли, в 1994 году растение было «переведено» из Списка А в Список В (см. Списки контролируемых веществ), а её хранение и употребление стали рассматриваться как низкоприоритетные правонарушения.

### Германия
На севере страны — Северо-Германская низменность с холмами и озёрами, южнее — возвышенности и средневысотные горы, чередующиеся с плато и равнинами, на крайнем юге — отроги Альп. Климат умеренный, переходный от морского к континентальному, идеален для выращивания конопли посевной.
Германия — одна из древнейших коноплеводческих территорий Западной Европы. Семена конопли, идентифицируемой как конопля посевная, обнаружены в неолитических слоях керамики в Эйзенберге (Тюрингия); эти слои датируются примерно 5500 годом до н. э. Исторически конопля посевная применялась для изготовления холста, парусины и бумаги. Посевы конопли начали снижаться лишь в XVII веке, в связи с импортом дешёвой пеньки из России, но окончательно сошли на нет только после ратификации Единой Конвенции ООН 1961 года.
В 1990-е годы германское правительство одобрило программу возрождения коноплеводства. Сегодня фермеры, взявшие лицензию на выращивание конопли, получают от Европейского фонда экологии дотацию в размере $600 за каждый гектар посевов. В конце XX века площади посевов конопли в Германии составляли 4 066 га; для получения конопляного волокна использовались производственные мощности 30 фабрик. 
Германская промышленность освоила новые виды продукции из конопли, такие, как набивка для подголовников автомобильных кресел, термоизоляционные плиты «Термоханф», пиво конопляное и даже леденцы с добавлением эссенции ароматической. Есть сведения об экспериментах по изготовлению из масла конопляного автомобильных смазочных масел и даже дизельного топлива. В 1993 году в Берлине открылся Музей конопли, а начиная с 1995 года в стране проводится ежегодная выставка «Каннабизнес» («Конопляный бизнес»).
Психотропные свойства конопли известны германской медицине с XVIII в, но массовое немедицинское употребление марихуаны и гашиша началось здесь сравнительно поздно — в 1960-е годы. Сегодня в стране работают сотни смартшопов и гроушопов. Психотропных продуктов нет в свободной продаже, но их легко приобрести с рук в любом крупном городе.
Уголовные санкции за хранение для личного употребления были введены в 1981 году под давлением ООН, но практически никогда не осуществлялись на практике. Доза «для личного употребления» в различных землях Германии составляет от 1 спичечного коробка до 30 г, что достаточно либерально по сравнению с большинством европейских государств. Однако местные любители марихуаны никогда не переставали бороться за свои права. В стране издаётся несколько «конопляных» журналов («Ханф», «Grow», «Hanfblatt»), вопрос о легализации конопли регулярно выносится на рассмотрение правительственных органов. Ежегодно в последнюю неделю августа в Берлине проводится демонстрация в поддержку легализации (см. Каннабис-Парад), в которой принимают участие десятки тысяч активистов из разных стран мира.
После прихода к власти ХДС/ХСС канцлера А. Меркель отношение к потреблению марихуаны в Германии изменилось в сторону более жёсткого преследования этого психотропного вещества. Хранение, транспортировка и потребление любого количества марихуаны административно или уголовно наказуемо, в зависимости от обнаруженного количества. Предел после которого начинается уголовная ответственность определён законами федеральных земель (от 0 грамм в Баварии до 30 г в Берлине.) Но любое, даже самое малое количество подлежит конфискации и заносится соответствующая пометка в т. н. «штрафной список» (Strafanzeige) задержанного.
Закон об использовании марихуаны в медицинских целях принят 19 января 2016 года депутатами немецкого бундестага. Марихуана будет продаваться в аптеках по рецепту.

### Греция
Выращивание конопли посевной в Греции затруднено за недостатком плодородных почв и чрезмерной сухостью. Тем не менее конопля выращивалась в Греции с античных времён для изготовления холста и парусины, а также как лекарственное растение. Целебные свойства конопли описаны в трактате знаменитого греческого врача Диоскорида (I века н. э.). В настоящее время это растение не имеет экономического значения и не культивируется в промышленных масштабах.
Обычай употребления психотропных продуктов из конопли (преимущественно, гашиша) постепенно распространялся в Греции с XVIII века.
В XIX веке здесь уже существовало большое количество конопляных плантаций.
Лучшая конопля производилась на острове Сирос.
Спрос на гашиш резко увеличился после греко-турецкой войны 1919—1922 годов, когда на историческую родину вернулись тысячи греков, родившихся в Турции.
В это время в Греции было открыто множество «курительных» кофеен по турецкому образцу, и в моду вошла музыка стиля «ребетика», ориентированная на вкусы потребителей гашиша.
27 марта 1890 года МВД Греции выпустило циркуляр, запрещающий импорт, производство и потребление гашиша на территории страны. Указ не возымел действия, и в 1920 году по стране прошли первые репрессии против курильщиков конопли. Тем не менее «курительные» кофейни в Афинах и Пирее процветали до середины 1930-х годов. После фашистского переворота 4 августа 1936 года диктатором страны стал генерал Янис Метаксас, который выжил курильщиков из столицы и развернул борьбу с ними по всей стране. Дольше всего (до начала Второй мировой войны) свободное курение гашиша просуществовало в Фессалониках, благодаря полицмейстеру Василису Мускудису, который любил слушать ребетику и саботировал постановления центральных властей. После войны курение гашиша и марихуаны возродилось лишь в 1970-е годы, благодаря притоку туристов из США и Западной Европы.
В настоящий момент Греция имеет одно из самых суровых антинаркотических законодательств в Европе. Конопля приравнена к наркотикам, её употребление считается уголовным преступлением, а хранение и выращивание влекут за собой от 5 до 20 лет лишения свободы. Тем не менее марихуану и гашиш можно свободно купить с рук во всех курортных городах.

### Грузия
Большая часть территории страны занята горами. Климат на западе субтропический, на востоке переходный от субтропического к умеренному. Наилучшие климатические условия для выращивания конопли существуют в Западной Грузии, где выпадает достаточное количество осадков.
В Грузии нет промышленных посадок конопли, но многие крестьяне выращивают её в частном порядке. Обычно её высевают между виноградников и вокруг картофельных грядок, для защиты от вредителей (см. фитонциды). Многие чабаны используют соцветия конопли как заменитель табака или добавку к табаку. Сознательная селекция растения с целью улучшения его психотропных свойств издавна ведётся в Сванетии. Местные жители сами изготовляют гашиш, курят его и добавляют в пищу.
Употребление, хранение и выращивание конопли до 2016 года в Грузии считалось уголовным преступлением. Конопля была приравнена к наркотикам, и практически любое её количество могло послужить основанием для тюремного заключения.
Однако Конституционный суд Грузии в 2017 году признал неконституционной норму, которая предполагает тюремный срок за приобретение конопли для личного пользования (до 70 грамм).
Позднее, 30 июля 2018 года Конституционный суд Грузии признал неконституционным и административное наказание за употребление конопли. Таким образом, Грузия стала первым государством на постсоветском пространстве, где произошла не только декриминализация, но и фактическая легализация марихуаны, потому как её употребление не считается более ни административным, ни, тем более, уголовным преступлением. Внесшие иск против Парламента члены одной из оппозиционных партий «Гирчи» («Шишка») назвали решение суда окончательной победой свободы и здравого смысла в Грузии.

### Индия
В Индии употребление марихуаны имеет широкое распространение. Для курения используется чиллум, обряд курения регламентирован вплоть до того в какую сторону надо передавать чиллум по кругу.
По индийским народным повериям курение марихуаны было любимым занятием бога Шивы. Поэтому аскеты-садху, почитаемые в индуизме как святые, считают это занятие приближением к Шиве. Курением марихуаны садху традиционно встречают праздник Маха-Шиваратри, или Великой ночи Шивы.
В 1985 году в Индии были принят «Акт о наркотических веществах», установивший уголовную ответственность за употребление, приобретение, выращивание, переработку и торговлю коноплёй. В зависимости от тяжести содеянного, наказание может варьироваться от штрафа или полугода тюремного заключения до смертной казни за повторное преступление.

#### Варанаси
Поскольку ритуалы шиваизма включают в себя употребление психотропных продуктов из конопли, Варанаси является историческим центром их распространения. Бханг практически легален: в городе нетрудно найти кафе, где подают напиток «бханг ласси». Гашиш можно приобрести на чёрном рынке — либо на Моданпура-роуд, либо у местных таксистов и велорикш, которые за небольшую плату сведут вас с дилером. Местная полиция вполне терпима к шиваитам, курящим коноплю в районе Золотого Храма; но у туристов, пойманных с гашишем в других местах, могут быть неприятности. Даже хранить его в гостиничном номере не вполне безопасно, поскольку в гостиницах бывают ночные проверки.

#### Химачал-Прадеш
Химачал-Прадеш, штат на севере Индии, у границы с Непалом и Тибетом. Имеет давние традиции производства гашиша; согласно местной легенде, семена ганджи были занесены в долину самим Шивой. Вся конопля, растущая в штате, подразделяется местными жителями на две разновидности: «джунгли» (дикорастущая, встречается повсеместно) и «бегий» (культивируемая). Коноплеводство запрещено законами штата, поэтому существует лишь в горных районах, удалённых от центра. Наиболее известное место производства и продажи гашиша — деревня Малана между долинами Кулу и Парвати на севере штата. Местный продукт — высококачественная мацанка, сформованная в кубики по 10-11 г. Стоит относительно недорого, но при приобретении большого количества есть возможность попасться полиции.

### Казахстан
Марихуана достаточно популярна в Казахстане (в основном в виде сушёных частей диких растений конопли). Основными потребителями выступают молодёжь, люди творческих профессий. Особенно распространена марихуана в южных регионах, что объясняется её обильным произрастанием в этих краях. Произрастает дикая конопля, в основном, в долине реки Чу.
По казахстанскому законодательству, употребление марихуаны является административным правонарушением, однако совершение противоправных действий в состоянии наркотического опьянения является основанием для направления правонарушителя на принудительное лечение. При этом приобретение, хранение и транспортировка марихуаны, согласно ст. 296 УК Республики Казахстан, уголовно наказуемы.

### Нидерланды
Лёгкий наркотик разрешён по новым законам Голландии.

### Россия
Производные конопли считаются в России наркотическими веществами. За их приобретение, хранение, перевозку, изготовление, переработку без цели сбыта марихуаны в «незначительных размерах» (марихуаны до 6 граммов и гашиша до 2 граммов) установлена административная ответственность (по статье 6.8. КоАП), для больших количеств — уголовная (ст. 228 УК). Производство, сбыт и пересылка влекут уголовную ответственность при любых количествах. За выращивание конопли установлена административная ответственность при количестве выращиваемых растений менее 20 шт.
|                                | значительный | крупный | особо крупный |
| ------------------------------ | ------------ | ------- | ------------- |
| гашиш (анаша, смола каннабиса) | 2 г          | 25 г    | 10 кг         |
| каннабис (марихуана, конопля)  | 6 г          | 100 г   | 100 кг        |

### США
Джон Кеннеди отправил в отставку главного врага марихуаны, комиссара по наркотикам Гарри Анслингера, и отказался ратифицировать Единую Конвенцию ООН 1961 года, включившую марихуану в Список опасных наркотиков. Президентская надзорная комиссия по наркополитике в 1963 году изложила свою позицию следующим образом: «Настоящая Комиссия делает ясное различие между двумя наркотиками (коноплёй и героином) и считает, что незаконная продажа и хранение марихуаны являются малозначительными правонарушениями». В том году Кеннеди был убит, а в дальнейшем репрессии против любителей марихуаны значительно усилились.
В США с 1991 года действуют клубы покупателей марихуаны, позволяющие приобретать марихуану для медицинских целей по оптовым ценам чёрного рынка.
В 1960-е годы гербицид контактного действия паракват использовался США для борьбы с плантациями конопли в Южной Америке.
По заключению сотрудников правоохранительных органов США, в 2005 году конопля по объёмам выращенного урожая вошла в десятку сельскохозяйственных культур штата Вашингтон, в частности, объёмы конфискованной конопли превысили урожай черешни.
В 2003 году была уничтожена 66 521 плантация, в 2004 году — 132 941, в 2005—135 323 плантации марихуаны, урожай которых оценивается в 270 миллионов долларов США.
Большинство уничтоженных плантаций было обнаружено с воздуха.
Несмотря на то, что федеральные законы рассматривают марихуану как наркотическое средство первой категории, её использование в медицинских целях с 1996 года было легализовано или декриминализовано в 21 штате и округе Колумбия. Однако, приобрести марихуану в специальных аптеках по медицинским рецептам можно только в восьми штатах — Аризона, Калифорния, Колорадо, Мичиган, Монтана, Мэн, Нью-Мексико, Род-Айленд. С января 2014 года выращивание, приобретение, употребление марихуаны в ограниченном объёме для рекреационных целей легализовано в двух штатах — Вашингтон и Колорадо, а с февраля — на Аляске. В этих штатах марихуана была легализована в результате референдумов, состоявшихся в единый день голосования 6 ноября 2012 года. С первого октября 2015 года производство, продажа через специальные пункты, приобретение и употребление марихуаны для рекреационных и медицинских целей так же легально в штате Орегон.

### Украина
Коноплю на Украине выращивают как небольшими плантациями в открытом грунте, так и в крупных тепличных комплексах.
Согласно статье 106-2 КУоАП выращивание (без цели сбыта) до 10 кустов конопли квалифицируется как административное нарушение, со штрафом от 18 до 100 не облагаемых налогом доходов (300—1700 гривен на 2011 год) и конфискацией растений.
Граничным количеством хранения без цели сбыта за которое не наступает уголовная ответственность является до 5 граммов каннабиса.
В президентство Владимира Зеленского в 2020 году прошёл Всеукраинский опрос населения, одним из вопросов которого стала легализация употребления марихуаны в медицинских целях.
С августа 2024 года введено действие Закона о внесении изменений в законодательство Украины об госрегулировании оборота наркотических средств. Согласно данному закону, конопля исключается из списка особо опасных наркотических веществ, разрешен оборот конопли в медицинских целях.

### ЮАР
ЮАР занимает южную окраину Южно-Африканского плоскогорья, приподнятого по краям и ограниченного крутыми склонами Большого Уступа. Климат тропический и субтропический, нет условий для выращивания технических сортов конопли. Местные разновидности растения (см. дагга) не отличаются качественным волокном, но имеют ярко выраженные психотропные свойства.
Зулусские и готтентотские племена имеют давнюю традицию курения психотропных трав. До знакомства с коноплёй они употребляли растения рода Leonotis, известные под названием «дикая дагга». Сегодня конопля употребляется коренным населением ЮАР не только как рекреационное средство, но и как универсальное лекарство, а местные шаманы курят её для достижения пророческого состояния. Белое население начало массово употреблять коноплю только в 1960-е годы.
Способ обработки конопли в ЮАР аналогичен индийскому и таиландскому: свежие липкие цветы сминаются в брикет («Дурбан Пойзон») либо формуются вокруг деревянного прутика («слагс»). Для курения традиционно используется трубка или кальян, иногда кальян земляной.
Власти ЮАР боролись с употреблением марихуаны начиная с 1911 года. В настоящее время к власти в стране пришло коренное население, но прежние законы сохранились. За употребление и хранение для личных нужд — до 5 лет лишения свободы; выращивание и продажа — до 10 лет. Тем не менее марихуана продаётся и употребляется практически повсеместно.

### Ямайка
Большая часть острова — лесистые плато и горы, климат тропический пассатный. Конопля посевная выращивалась с XVI века для нужд судостроения; в местных условиях быстро мутировала и приобрела ярко выраженные психотропные свойства. В настоящее время выращивается, главным образом, для производства марихуаны (см. также сенсимилья).
Значение марихуаны на Ямайке чрезвычайно возросло за последние 50 лет в связи с возникновением движения Растафари, использующей её в культовых целях. Благодаря растафарианству, Ямайка приобрела всемирную известность как родина музыки рэггей и стала популярным местом для ганджа-туров. По данным местной полиции, на острове действует не менее 10 000 коноплеводов, каждый из которых ежегодно выращивает по 40-50 растений.
Правительство Ямайки, экономически зависимое от США, вынуждено бороться с конопляным бизнесом. Законодательство страны запрещает не только выращивание и торговлю, но и употребление психотропных продуктов из конопли. В крупных городах нередки полицейские рейды, проверки документов и обыски. Однако территория острова покрыта непроходимыми джунглями, которые существенно затрудняют борьбу с нелегальными посевами.